# Кази-Єльдяк
Кази́-Єльдя́к (рос. Казы-Ельдяк, башк. Ҡаҙы-Йәлдәк) — присілок у складі Дюртюлинського району Башкортостану, Росія. Входить до складу Староянтузовської сільської ради.
Населення — 273 особи (2010; 244 2002).
Національний склад:
- татари — 69 %
- башкири — 28 %

Стара назва — Кизи-Ельдяк.